# Damm-Mühle
Die Damm-Mühle ist ein Wohnplatz der Gemeinde Calvörde in Sachsen-Anhalt.

## Geographie
Die Damm-Mühle liegt ca. 2 Kilometer nordöstlich vom Calvörder Ortskern entfernt. Der Wohnplatz befindet sich am Rande des Naturpark Drömlings direkt an der Landstraße 25. Die Damm-Mühle ist von mehreren Orten umgeben im Norden liegt das Dorf Berenbrock, im Osten liegt Lössewitz und im Süden der Marktflecken Calvörde und die Temps Mühle.

## Geschichte
Politisch gehörte die Damm-Mühle bis zum 30. Juni 1950 zur Gemeinde Lössewitz. Am 1. Juli 1950 wurde die Gemeinde Lössewitz nach Berenbrock eingemeindet, dadurch wurde die Damm-Mühle Bestandteil der Gemeinde Berenbrock. Im Zuge der Gemeindegebietsreform 2010 in Sachsen-Anhalt, wurde die Damm-Mühle ein Wohnplatz der heutigen Gemeinde Calvörde.

### Mühlenbetrieb
Die erste Mühle am Wohnplatz war eine Bockwindmühle. Am 1. August 1914 wurde der Mühlenbetrieb mit einer Motormühle und einem Sauggasmotor in Betrieb genommen. Im Laufe der Zeit wechselten die Besitzer der Mühle. Seit 1995 wird die Mühle durch Windenergie (mittels 225-kW-Windkraftanlage) betrieben. Der Mühlenbetrieb ist seit Anfang 2019 eingestellt und die Mühlentechnik wird zurzeit ausgebaut. Der Futtermittelhandel, der dort seit ca. 30 Jahre existiert, wird erweitert und fortgeführt.